# Frankie Provenzano
Francesco "Frankie" Provenzano (Rome, 12 februari 1986) is een Italiaans autocoureur die anno 2009 in de International Formula Master rijdt.

## Loopbaan
- 2006: Formule Renault 2.0 Italië, team BVM Minardi.
- 2006: Formule Renault 2.0 Italië Winter Series, team BVM Minardi (2e in kampioenschap).
- 2006: Eurocup Formule Renault 2.0, team BVM Racing (2 races).
- 2006: Euroseries 3000, team Coloni Rookies Team (2 races).
- 2007: International Formula Master, team ADM Motorsport.
- 2007: Formula Master Italië, team ADM Motorsport (1 overwinning, 3e in kampioenschap).
- 2008: International Formula Master, team ADM Motorsport.
- 2008-09: GP2 Asia Series, team Trident Racing (4 races).
- 2009: International Formula Master, teams Trident Racing en Cram Competition.
- 2009: Formule Renault 3.5 Series, team Prema Powerteam (4 races).

## GP2 resultaten

### GP2 Asia resultaten
| Jaar    | Inschrijving   | 1       | 2       | 3       | 4       | 5           | 6           | 7          | 8          | 9       | 10      | 11       | 12       | Rang | Punten |
| ------- | -------------- | ------- | ------- | ------- | ------- | ----------- | ----------- | ---------- | ---------- | ------- | ------- | -------- | -------- | ---- | ------ |
| 2008–09 | Trident Racing | CHN FEA | CHN SPR | UAE FEA | UAE SPR | BHR1 FEA 15 | BHR1 SPR 15 | QAT FEA 19 | QAT SPR 20 | MAL FEA | MAL SPR | BHR2 FEA | BHR2 SPR | 35   | 0      |